# 波赫丹尼夫卡 (博布里涅茨市鎮)
48°6′18″N 32°6′1″E / 48.10500°N 32.10028°E
波赫丹尼夫卡（烏克蘭語：Богданівка），是烏克蘭中部基洛夫格勒州克羅皮夫尼茨基區博布里涅茨市鎮的村莊，面積1.03平方公里，海拔高度148米，2001年人口160，人口密度每平方公里155人。